# Atlético Mexiquense
Atlético Mexiquense – meksykański klub piłkarski z siedzibą w mieście Toluca, w stanie Meksyk, działający w latach 1997–2009.

## Historia
Klub został założony w 1997 roku na licencji zespołu Atlético Hidalgo i od razu przystąpił do rozgrywek drugoligowych – Primera División A. Przez całą swoją działalność występował na drugim szczeblu rozgrywek i pełnił funkcję filii pierwszoligowego Deportivo Toluca, dzieląc z nim obiekt, na którym rozgrywał domowe mecze – Estadio Nemesio Díez. Głównym celem drużyny była możliwość chwilowego pozyskiwania młodych, niemieszczących się w pierwszym składzie graczy Toluki i ogrywanie ich w profesjonalnej lidze. W jesiennej fazie Apertura sezonu 2004/2005 Atlético Mexiquense dotarł do dwumeczu finałowego rozgrywek drugoligowych, jednak przegrał w nim ostatecznie z San Luis. W latach 2005–2008 klub przeniósł się do miasta Ixtapan de la Sal, jednak w latach 2008–2009 powrócił do Toluki. Został rozwiązany w 2009 roku po zmianie formatu rozgrywek drugiej ligi meksykańskiej i zmniejszeniu liczby występujących w niej zespołów.